# Jean-Pierre Puidebois
Pas d'image ? Cliquez ici

a Compétitions nationales et continentales officielles uniquement.

Jean-Pierre Puidebois, né le 11 novembre 1945 à Brive-la-Gaillarde (France) et mort le 13 février 2000 à Allassac (France), est un joueur français de rugby à XV évoluant au poste d'ailier, il est également buteur.
Il est finaliste du Championnat de France en 1972 et en 1975 avec le CA Brive.
Il détient le record du nombre d'essais marqués, avec 27 réalisations en 1973, sur une saison de Championnat de France. Il est également le meilleur marqueur de l'histoire du CA Brive avec 117 essais.
De 1983 à 1985, il est entraîneur du CA Brive.

## Biographie
Jean-Pierre Puidebois naît le 11 novembre 1945 à Brive-la-Gaillarde dans le département français de la Corrèze,.
Étudiant à l'université de Bordeaux, il commence la pratique du rugby à XV au Stade foyen.
En 1970, il retourne en Corrèze et signe au CA Brive. Lors de la saison 1971-1972, il dispute la finale du Championnat de France mais son club s'incline 9 à 0 contre l'AS Béziers,.
Le 5 décembre 1972, lors d'une rencontre contre l'Olympique de Besançon remportée 94 à 0, il marque 8 essais (sur 19), soit 42 points, un record dans l'histoire du Championnat de France. Cette saison-là, il est à la fois le meilleur marqueur du Championnat de France avec 27 essais inscrits et le meilleur réalisateur avec 156 points. Ces 27 essais marqués sont le nouveau record du Championnat de France.
Durant l'année 1973, il est sélectionné par l'équipe de France et présent sur quatre feuilles de match, dont trois dans le Tournoi des Cinq Nations, mais il n'entre jamais en jeu.
En mai 1974, il perd une nouvelle finale avec le CA Brive, cette fois-ci en Challenge Yves du Manoir contre le RC Narbonne. En Championnat de France, il termine une nouvelle fois meilleur marqueur et meilleur réalisateur avec respectivement 25 essais et 237 points inscrits. Il établit alors un nouveau record de points marqués dans la compétition.
En 1975, il perd sa seconde finale de Championnat de France, 13 à 12, contre l'AS Béziers, où il inscrit huit points.
À l'issue de la saison 1980-1981, il met un terme à sa carrière de joueur. Il est alors le meilleur marqueur de l'histoire du CA Brive avec 117 essais en 129 matchs joués.
Après sa carrière, de 1983 à 1985, il est entraîneur du CA Brive. De plus, il devient également conseiller technique régional (CTR) du comité du Limousin,.
Il meurt le 13 février 2000 à Allassac en Corrèze, pris d'un malaise au volant de son véhicule alors qu'il se rend voir un match du CA Brive.

## Palmarès

### En club
- Finaliste du Championnat de France en 1972 et 1975 avec le CA Brive
- Finaliste du Challenge Yves du Manoir en 1974 avec le CA Brive.

### Distinctions personnelles
- Meilleur marqueur du Championnat de France en 1973 (27 essais) et 1974 (25 essais).
- Meilleur réalisateur du Championnat de France en 1973 (156 points) et 1974 (237 points).
- Meilleur marqueur de l'histoire du Championnat de France sur une saison avec 27 essais.
- Meilleur marqueur de l'histoire du CA Brive (117 essais).